# Bae Ui-hwan
Bae Ui-hwan fue un diplomático surcoreano.
En 1960 fue gobernador del Banco de Corea. Del 01 de diciembre de 1961 al 01 de octubre de 1964 fue embajador en Tokio. De 1964 a 1966 fue embajador en Buenos Aires y el 30 de abril de 1965 fue coacreditado en Santiago de Chile. De febrero de 1968 a julio de 1971 fue Embajador en Londres. En 1987 el Nuevo Partido Republicano Democrático (신민주공화당) lo nombra como Asesor.